# Синтас (Щербактинський район)
Синта́с (каз. Сынтас) — село у складі Щербактинського району Павлодарської області Казахстану. Входить до складу Шарбактинського сільського округу.
Населення — 241 особа (2021; 357 у 2009, 776 у 1999, 952 у 1989).
Національний склад станом на 1989 рік:
- росіяни — 48 %

До 2011 року село називалось Сєверне.